# 多哥伊斯蘭教
伊斯蘭教，信徒佔多哥人口12-20%，多數穆斯林遵循馬立克派教法。

## 歷史
伊斯蘭教最早是由北非柏柏爾人與圖阿雷格人商人引入，他們從事撒哈拉沙漠食鹽黃金貿易，同時穆斯林教士也來到西非傳播伊斯蘭教。

## 人口
一般估計穆斯林佔人口12-20%